# Эстер Рабба
«Эстер Рабба» — в иудаизме мидраш (ветхозаветный трактат) к книге Есфирь (евр. Эстер); собрание агадических (о морали) комментариев, сохранившихся от древних времен; состоит из 10 глав (парашиот) и заключает заимствования из иерусалимского Талмуда, Таргумов и других мидрашей.
В венецианском издании он озаглавлен «Midrasch Megillat Esther» («мидраш свитка Эстер»). Нахманид называет его агадой к книге Есфирь; можно утверждать, что он палестинского происхождения. Написан, вероятно, в XI веке.

## Содержание
Шестая глава содержит извлечения из позднейших источников, особенно из Иосиппона; последние заимствования, которые и Азария деи Росси называет позднейшими вставками, не оправдывают мнение Бубера, что этот мидраш составлен после Иосиппона; он старее и оригинальнее, чем мидраш «Абба Горион» к книге Есфирь. Из мидраша «Абба Горион» цитирует Ялкут.

## Издания
На сайте института им. Шехтера доступен текст т.н. синоптического издания Эстер рабба .